# Bilal Hussein (Fußballspieler)
Bilal Hussein (* 22. April 2000 in Stockholm) ist ein schwedischer Fußballspieler somalischer Abstammung.

## Karriere

### Verein
Bilal Hussein wuchs im Stockholmer Vorort Hjulsta auf. Er begann mit dem Fußballspielen bei Bromstens IK. Später schloss er sich der Nachwuchsakademie von AIK Solna an. Nachdem Hussein im Januar 2018 seinen ersten Profivertrag unterschrieben hatte, gab er Ende April 2018 beim 2:0-Sieg gegen IK Sirius sein Debüt in der Allsvenskan. Im August 2018 wechselte er leihweise zum Partnerclub Vasalunds IF.
Ende August 2023 wechselte er nach Deutschland zum Zweitligisten Hertha BSC.

### Nationalmannschaft
Bilal Hussein spielte in zwölf Partien für die schwedische U-19-Nationalmannschaft. Am 22. März 2019 lief er bei der 0:2-Niederlage im Freundschaftsspiel gegen Russland erstmals für die U-21 auf.